# LSM6
LSM6‏ (LSM6 homolog, U6 small nuclear RNA and mRNA degradation associated) هوَ بروتين يُشَفر بواسطة جين LSM6 في الإنسان.